# Chalmers magasin
Chalmers magasin, tidskrift utgiven av Chalmers tekniska högskola sedan 2001 med fyra nummer per år. Tidskriften skickas till alla alumner. Den ersätter de nedlagda tidskrifterna Magasin Chalmers och Chalmers Alumni.